# Donośność broni
Donośność broni – odległość, na jaką broń miotająca wyrzuca pociski. Odległość ta zależy od prędkości początkowej, kąta rzutu oraz współczynnika balistycznego pocisku. Pod pojęciem tym rozumie się odległość, na którą można wystrzelić pocisk z danej broni. W niektórych rodzajach broni, np. strzeleckiej, artylerii przeciwpancernej, używa się pojęcia donośności skutecznej. Jest to odległość, przy której pocisk może jeszcze mieć celność i zdolność rażenia celu. W artylerii przeciwlotniczej definiuje się ją jako pułap lub zasięg pionowy, czyli wysokość, jaką osiągnie pocisk wystrzelony pod maksymalnym kątem podniesienia. Nazywana jest również zasięgiem strzelania.

## Donośność skuteczna
Donośność skuteczna przy strzelaniu amunicją klasyczną wynosi dla:
- pistoletów i rewolwerów — 50 m
- pistoletów maszynowych — 200 m
- karabinków — do 400 m
- ręcznych karabinów maszynowych — do 800 m
- ciężkich karabinów maszynowych — do 1000 m
- wielkokalibrowych karabinów maszynowych — do 2000 m
- granatników — do 400 m
- armat — do 40 km
- haubic — do 20 km
- haubicoarmat — 40 km
- moździerzy — 13 km
- dział bezodrzutowych — do 1500 m